# Žleza
Žleza (latinsko glandula) je organ, ki je specializiran za proizvajanje in izločanje določene substance.
Žleze so razdeljene v različne skupine glede na ustrezne kriterije. Najpogosteje so razdeljene glede na način izločanja:
- žleze z notranjim izločanjem (endokrine žleze),
- žleze z zunanjim izločanjem (eksokrine žleze).

## Žleze z zunanjim izločanjem
Eksokrine žleze izločajo sekret skozi izvodila na površino kože ali sluznice. Te žleze nastanejo med embrionalnim razvojem iz epitelija.

### Razdelitev glede na način izločanja
Glede na način izločanja razdelimo žleze z zunanjim izločanjem na:
- Merokrine žleze – sekrecija poteka z eksocitozo, celica ostane pri tem intaktna. Mednje sodijo:
  - serozne žleze, ki izločajo lahko tekoč sekret, ki vsebuje encime:
    - trebušna slinavka
    - obušesna žleza slinavka
    - duodenalna žleza

  - mukozne žleze – proizvajajo židke, sluzaste izločke:
    - žleze v materničnem vratu
    - žleze v žrelu
    - jezične žleze
    - bulbouretralna žleza

  - mešane žleze:
    - čašice v dihalih
    - podjezična in podčeljustna žleza slinavka

- Apokrine žleze – pri sekreciji se izloči tudi apikalni del celice:
  - dišavnice
  - mlečne žleze

- Holokrine žleze – pri sekreciji se celica uniči in se primeša izločku; potrebno je stalno obnavljanje celic:
  - lojnice

### Razdelitev glede na obliko
Glede na obliko sekretornega dela žlez z zunanjim izločanjem jih lahko razdelimo na:
- cevaste žleze
- mešičkaste žleze
- cevastomešičkaste žleze

## Žleze z notranjim izločanjem
Endokrine žleze izločajo sekrete (hormone) neposredno v krvni obtok. Celoten sestav teh žlez imenujemo endokrini sistem. Tvorijo ga:
- možganski privesek (hipofiza) (hypophysis),
- češerika (epifiza, pinealna žleza) (corpus pineale),
- ščitnica (glandula thyreoidea),
- obščitnice,
- nadledvičnici (glandula suprarenalis),
- Langerhansovi otočki,
- spolne žleze (jajčnik in modo),
- priželjc (glandula thymus)